# مس مينغ
مس مينغ (بالفرنسية: Miss Ming)‏ هي مغنية وكاتِبة وشاعرة وممثلة فرنسية، ولدت في 3 نوفمبر 1990 في دييب في فرنسا.

## وصلات خارجية
- الموقع الرسمي
- مس مينغ على موقع IMDb (الإنجليزية)
- مس مينغ على موقع ألو سيني (الفرنسية)
- مس مينغ على موقع أول موفي (الإنجليزية)
- مس مينغ على موقع قاعدة بيانات الفيلم (الإنجليزية)
- مس مينغ على موقع كينوبويسك (الروسية)